# Piuro
Piuro is een gemeente in de Italiaanse provincie Sondrio (regio Lombardije) en telt 1938 inwoners (31-12-2004). De oppervlakte bedraagt 85,4 km², de bevolkingsdichtheid is 22 inwoners per km².

## Demografie
Piuro telt ongeveer 741 huishoudens. Het aantal inwoners steeg in de periode 1991-2001 met 11,7% volgens cijfers uit de tienjaarlijkse volkstellingen van ISTAT.
| Jaar | Inwoneraantal |
| ---- | ------------- |
| 1991 | 1713          |
| 2001 | 1913          |

## Geografie
Piuro grenst aan de volgende gemeenten: Campodolcino, Chiavenna, Madesimo, Novate Mezzola, Prata Camportaccio, San Giacomo Filippo, Villa di Chiavenna.

## Externe link

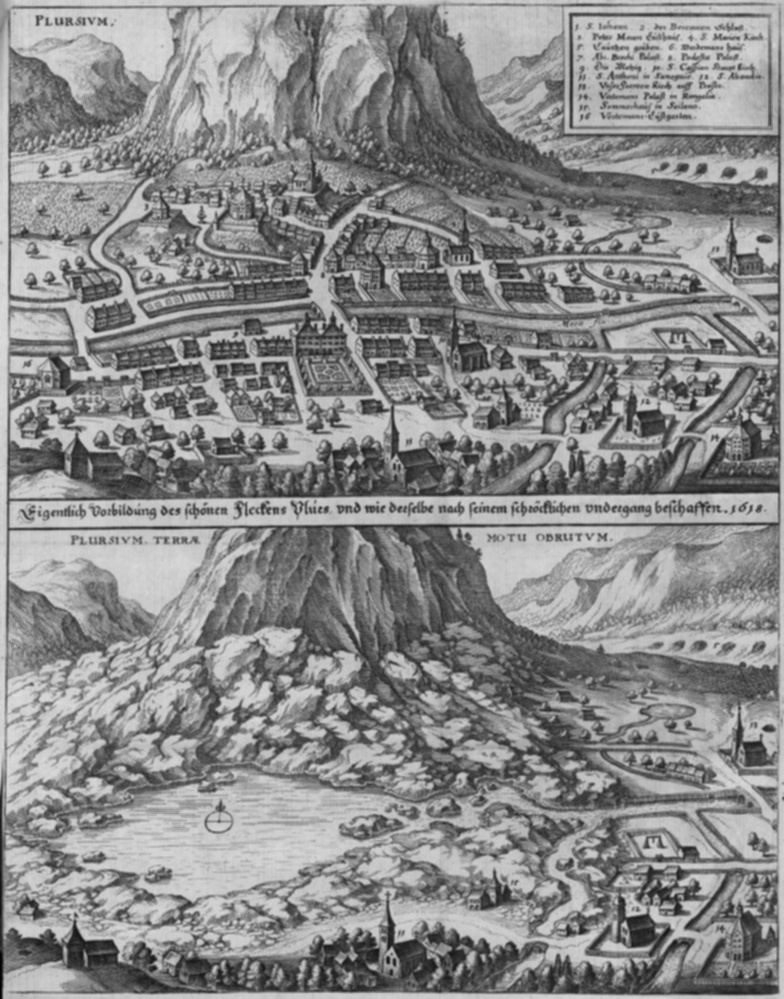
Plursium in Topographia Helvetiae, Rhaetiae et Valesiae